# Артур Морган
Артур Морган (англ. Arthur Morgan) — игровой персонаж и главный герой компьютерной игры Red Dead Redemption 2 от Rockstar Games. Артур — профессиональный преступник, член банды Датча ван дер Линде, скрывающейся от правосудия на Диком Западе на рубеже XIX и XX веков. В игре его озвучил и сыграл с помощью технологии захвата движения Роджер Кларк. Артур в начале игры показан как изначально жёсткий и даже жестокий бандит, который со временем становится более хрупким и уязвимым. Его история в игре трагична и связана с темой искупления. Кларк, строя образ героя, подражал таким актёрам, как Тосиро Мифунэ, Джон Уэйн и также Робу Витхоффу, сыгравшего и озвучившего в предыдущей игре героя Джона Марстона. Артур Морган получил высочайшие похвалы обозревателей, особо отмечавших глубину образа героя и его человечность. Кларк за роль Артура был удостоен премии The Game Awards в номинации «Лучшая актёрская игра».

## Создание
Если в предыдущей игре Rockstar Games Grand Theft Auto V (2013) действие переключалось между несколькими героями, разработчики Red Dead Redemption 2 решили, что в их новой игре под управлением игрока будет персонаж. Продюсер игры Роб Нельсон называл такой подход «эволюцией» — игрок должен в течение всей истории следить за одним конкретным персонажем, Артуром, и видеть, как он меняется, «что сделало его таким человеком, каким он сейчас стал, через что он проходит и как это на него влияет. Разработчики также считали, что такой подход лучше соответствует повествовательной структуре вестерна.
Артура Моргана сыграл актёр Роджер Кларк. Процесс съёмок включал одновременный захват движения и речи, и Кларк отказывался считать проделанную работу лишь «озвучиванием» — с его точки зрения, это была полноценная актёрская игра, точно такая же, как в театре или кино. Лишь часть реплик для персонажа была записана в акустической кабине без одновременного захвата движения. Строя образ Артура, Кларк вдохновлялся актёрскими работами Тосиро Мифунэ и Джона Уэйна. Мифунэ и его роли в фильмах Акиры Куросавы особенно притягивали к себе Кларка — по его мнению, Мифунэ проявлял «сумасшедшее» чувство юмора, но мужественно переносил невзгоды. Ему, как считал Кларк, была присуща какая-то внутренняя сложность, которую актёр хотел придать и Артуру Моргану. По совету директора студии по актёрской игре Роба Эджа Кларк пересмотрел ряд кинофильмов-вестернов наподобие «Ровно в полдень». Среди предложенных Эджем фильмов был и менее известный австралийский вестерн «Предложение» — в этом фильме персонажа Гая Пирса принуждают предать собственного брата. Кларк нашел эту дилемму схожей со внутренним конфликтом, с которым в ходе Red Dead Redemption 2 сталкивается Артур Морган, и позаимствовал оттуда «несколько страниц» для образа Артура. Хотя среди источников вдохновения для актёра были и фильмы «Долларовой трилогии» Серджо Леоне, Кларк лишь в немногом подражал герою Клинта Иствуда — по его мнению, Артур должен быть более разговорчив, чем иствудовский Человек без имени. 
Во время работы на съемочной площадке Кларк часто слушал песню «Coyotes» Дона Эдвардса. Как персонаж компьютерной игры, Артур может вести себя в одних и тех же ситуациях совершенно разным образом, как благородно, так и бесчестно, и Кларк намеренно строил образ морально неоднозначного героя, чьё поведение не казалось бы игроку нарушением образа в любом раскладе, ведёт ли себя Артур как «последняя сволочь» или, наоборот, проявляет честь и достоинство. Ему приходилось отыгрывать для таких раздваивающихся на альтернативные варианты эпизодов игры две разные версии Артура, и Кларк ставил перед собой задачу в обоих случаях играть искренне. По его мнению, самые интересные персонажи — те, что могут противоречить сами себе, и это внутреннее противоречие можно изобразить так, чтобы зритель верил актёру. Он приводил в пример роли Джина Хэкмена, в том числе шерифа из фильма «Непрощённый». Кларк считал особо важной для себя сцену смерти Артура: ему хотелось придать герою определённую уязвимость, мало свойственную обычным героям вестернов, но, по мнению исполнителя роли, всё же внутренне присущую мужчинам: им тоже бывает страшно. Актёр считал, что перед лицом смерти Артур переосмысливает свои прошлые дела и поступки. Как пример психологического развития персонажа Кларк описывал отношения Артура и Джона Марстона: у Марстона есть семья — жена и ребёнок — и Артур испытывает к нему внутреннюю неприязнь. Позже, однако, когда дела банды становятся хуже и Джону с семьёй угрожает опасность, Артур помогает им спастись — делает для них то же самое, что сделал бы для себя самого. Кларк брал за образец и актёрскую игру Роба Витхоффа в роли того же Джона Марстона — уже как зрелого мужчины — в предыдущей игре. На этапе разработки Red Dead Redemption 2 Кларк, большой поклонник предыдущей игры, считал, что следует путём, который до него проложил Витхофф в роли Марстона, и старался не уронить планку. В ранних версиях Red Dead Redemption 2 у Артура могли быть две возможные возлюбленные, но из финальной версии одну из этих романтических линий исключили, посчитав, что она «не работает».
Сценарист игры Дэн Хаузер хотел перевернуть характерное для компьютерных игр клише, когда главный герой поначалу слаб и постепенно превращается в могучего супергероя. Артур в начале игры — уже очень сильный и «крутой» персонаж, на эмоциональном уровне уверенный, что нашёл своё место в мире. Его путь, по мнению Хаузера — это не путь становления «супергероем», потому что Артур уже и является таким с самого начала; позже с ним происходят уже «интеллектуальные американские горки» со взлетами и падениями по мере того, как мировоззрение героя подвергается испытаниям. Хаузер считал, что на персонажа разрушительно действует и сама обстановка Дикого Запада на рубеже столетий — на Артура давит одновременно суровость дикой природы и безжалостность подступающей цивилизации. Хотя игра начинается на оптимистической ноте, Артур ощущает, что его время уходит. Сам Хаузер избегал встречи с Кларком на съёмочной площадке, потому что не хотел «слышать его настоящего голоса». Артур в игре говорит по-английски с заметным региональным акцентом — Хаузера особенно впечатляло, как Кларк ухитряется поддерживать эти поставленные особенности речи в десятках тысяч записанных реплик и никогда от них не отступает. 

## Биография

### Прошлое
Артур Морган родился в 1863 году. Его мать умерла, когда Артур был совсем маленьким, а отца — мелкого преступника — арестовали за воровство и повесили на глазах Артура. Позже Артура, которому тогда было около четырнадцати, взяли к себе на попечение профессиональный преступник Датч ван дер Линде, ставший для Артура приёмным отцом. В определённый момент своей жизни Артур повстречал девушку по имени Мэри Гиллис и они оба полюбили друг друга. Тем не менее, тяга Артура к преступной жизни и неодобрение со стороны семьи Мэри привели к разрыву отношений. Также у Артура был сын Айзек от девятнадцатилетней официантки по имени Элиза; Артур время от времени навещал и поддерживал Элизу и Айзека каждые несколько месяцев и оставался с ними по несколько дней. Однажды во время своего визита Артур обнаружил два деревянных креста на их земле и понял, что его близкие мертвы. Он узнал, что их ограбили и убили за мизерную сумму в десять долларов. Переживая смерть близких, Артур проникся верностью к банде ван дер Линде и стал рассматривать товарищей скорее как семью. Со временем Артур превратился в самого преданного стрелка Датча.

### События игры
В начале игры после неудачного ограбления парома в Блэкуотере банда ван дер Линде вынуждена бежать в горы и позже перебирается на нагорье Подкова, в окрестности города Валентайн. Ещё в горах бандиты грабят поезд с имуществом нефтяного магната Левита Корнуолла — с этого времени их преследуют нанятые Корнуоллом детективы из агентства Пинкертона. После перестрелки с людьми Корнуолла они вынуждены переехать на полуостров Клеменса в Лемойне, где Артур оказывается вовлечённым в конфликт между двумя враждующими семьями, Греями и Брейтуэйтами. Банда ван дер Линде пытается стравить семьи друг с другом, но их разоблачают — эта интрига выливается в похищение сына Джона Марстона, Джека, которого Артуру приходится выручать. Банда противостоит Анджело Бронте, криминальному авторитету из города Сен-Дени. В конечном счёте Датч ван дер Линде жестоко расправляется с Бронте, и эта казнь не по сердцу Артуру. Ограбление банка в Сен-Дени снова оканчивается катастрофой, и бандиты ищут спасения в море — Артур, Датч и несколько членов банды терпят кораблекрушение на Гуарме, острове неподалёку от Кубы. Они ввязываются в войну между местным повстанческим движением и военными, чтобы обеспечить себе возвращение в Америку. 
В США банда собирается вновь, между Датчем и Артуром намечается разлад, который обостряется, когда Артур и Сэди вопреки воле Датча отправляются выручать Джона Марстона из тюрьмы. Правой рукой Датча ван дер Линде становится Мика Белл, который строит интриги против Артура. Здоровье Артура ухудшается, он начинает кашлять кровью — врач диагностирует бандиту туберкулёз, которым Артур заразился вскоре после начала игры. Эта болезнь неизлечима, и Артуру приходится переоценивать свою жизнь. Датч все холоднее относится к Артуру и Джону, бросая их на произвол судьбы. Он пытается использовать противостояние между индейцами из племени вапити и армией США, чтобы отвлечь внимание от банды. Уже разочаровавшись в своём приёмном отце и твёрдо решив покинуть банду, Артур узнает, что Мика — предатель, информатор Пинкертонов. Он пытается сообщить об этом Датчу, но главарь банды ему не верит, считая предателями Артура и Джона. Им удаётся бежать — по настоянию Артура Джон возвращается к своей жене и сыну. Позже Артур попадает в засаду, устроенную Микой, но в их противостояние вмешивается Датч. Артур убеждает Датча сохранить Мике жизнь и отпустить его. Конечная судьба Артура зависит от решений, которые игрок принимал на протяжении игры. При «низкой чести» Мика убьет Артура, при «высокой» Артур умрёт от туберкулёза и полученных в бою ран более мирной смертью, глядя на наступающий рассвет.

## Отзывы и награды

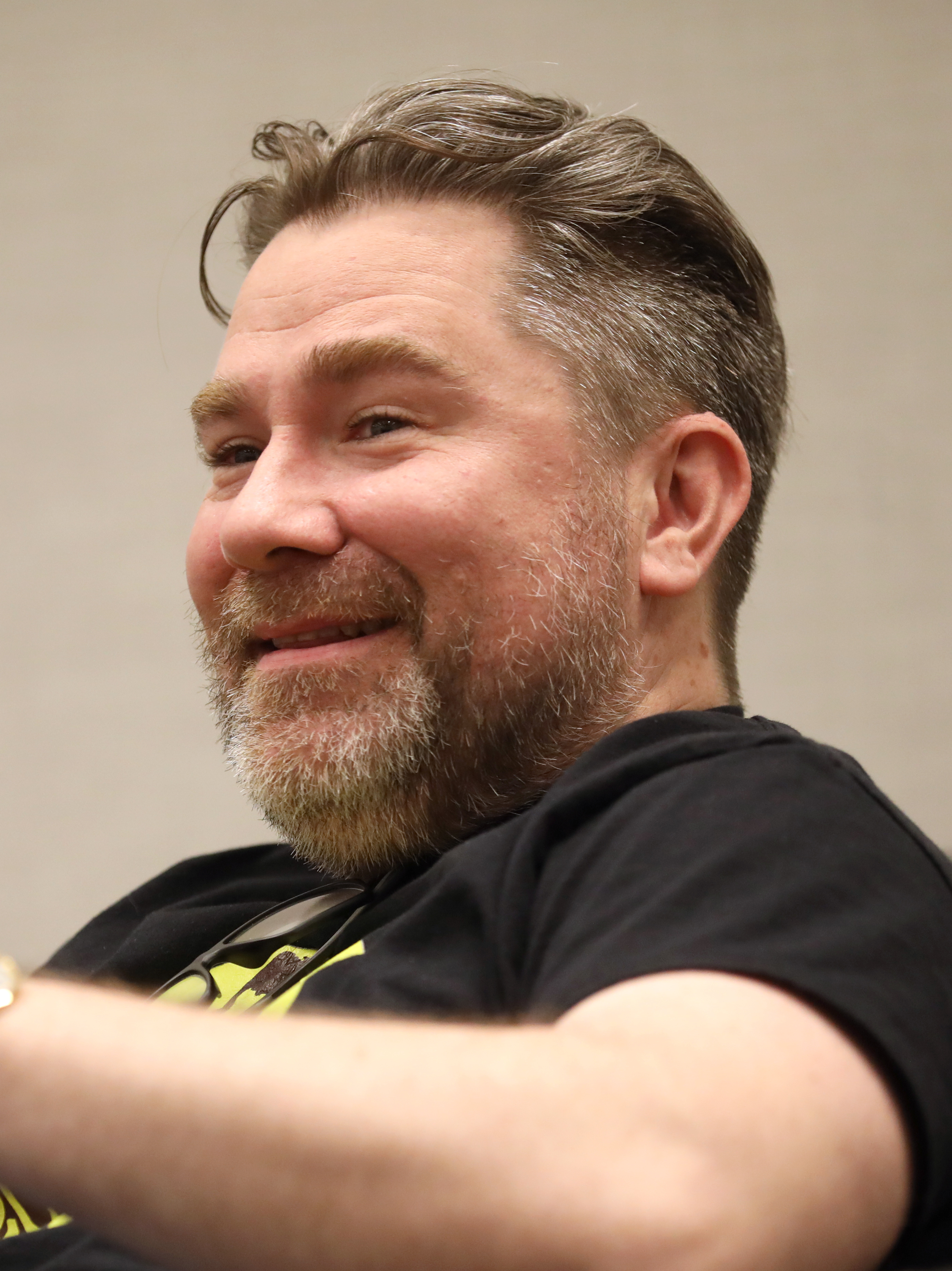
Актёр Роджер Кларк озвучил Артура Моргана и сыграл его с помощью технологии захвата движения

Артур Морган как персонаж получил широкое признание критиков. Алекс Наварро из Giant Bomb считал главную сюжетную линию игры — историю Артура — необыкновенно захватывающей, как благодаря актёрской игре Кларка, так и благодаря сценарной работе Хаузера. Мотивы Артура понятны игроку, и игра в течение всего повествования вдумчиво показывает внутренние конфликты героя — он, как и другие персонажи игры, несёт в себе человечность, качество, котором редко других играх «Rockstar». Кирк Гамильтон из Kotaku иронично описывал внешнюю мужскую привлекательность Артура, напомнившего ему актёра Криса Пайна «в косплейном образе ковбоя Мальборо». Поначалу Артур казался Гамильтону намеренно непримечательным персонажем, «чистой доской», на которую игрок должен проецировать свою собственную личность, но позже обозревателю стало ясно, что это самодостаточный герой. Каждое испытание, которое он переживает, словно бы снимает с него новый слой, и оказывается, что внутри, в самой сердцевине Артур — человек уязвимый, грустный и потерянный, «как и все мы». 
Том Пауэр из GamesRadar+ уподоблял историю жизни Артура в Red Dead Redemption 2 шекспировской трагедии и сопоставлял сюжет игры со стадиями принятия горя по Кюблер-Росс. Артур в течение повествования проходит похожий путь, от отрицания и гнева к унынию и в итоге принятию самого себя и своей судьбы. Ник Плессас из «Electronic Gaming Monthly» сравнивал судьбы Артура Моргана в Red Dead Redemption 2 и Джона Марстона в предыдущей игре. Для обеих историй, в соответствии с названиями обеих игр, ключевой темой является «искупление» (англ. redemption), но путь Артура прописан изящнее, не столь прямолинейно, и в конечном счёте «более искупителен», чем путь его предшественника. Плессас отмечал, что Артур вопреки воле игрока совершает в катсценах дурные поступки, показывающие его как по-настоящему плохого человека, но это не отталкивает, а скорее делает Артура более симпатичным как персонажа — мировоззрение героя меняется по ходу повествования, и этот переворот выглядел бы гораздо слабее, если бы герой не был бы с самого начала злодеем с лишь отдельными проблесками совести.
Дэниел Старки из «Ars Technica» считал Артура хорошо написанным представителем довольно распространённого в современных медиа типажа антигероя, напоминающего Тони Сопрано, Уолта Уайта, даже Рика Санчеса или Коня БоДжека: это центральный герой, который постоянно совершает жестокие и бессердечные поступки, но у большей части аудитории при этом остаётся впечатление «у него не было другого выбора». С точки зрения Старки, Артур — не хозяин своей судьбы: повествование постоянно толкает его к насилию, даже когда возможен другой путь, и он причиняет боль тем, кто рядом, используя в качестве последнего средства защиты аргумент «мы не такие, как они». Дмитрий Шепелёв из «Игромании», называя Артура Моргана лучшим героем в играх 2018 года, выделял искренность и человечность героя и особо отмечал, как игра словно бы невзначай показывает те самые другие пути — вместо бандита из Артура мог бы получиться художник или писатель, он мог бы жениться на любимой девушке. По мнению Шепелёва, создаётся впечатление, что до начала Red Dead Redemption 2 у Артура была настоящая жизнь, а в ходе повествования игрок лишь наблюдает за тем, как судьба Артура подходит к закономерному финалу.
На церемонии The Game Awards 2018 Роджер Кларк за роль Артура Моргана получил награду в номинации «Лучшая актёрская игра». Он занял второе место в той же категории по версии PlayStation Blog. Артура Моргана как персонажа или Роджера Кларка как исполнителя роли также выдвигали на Премию Британской Академии в области видеоигр, D.I.C.E. Awards и New York Game Awards.